# Francisco Vásquez Gorrio
Francisco Petronio Vásquez Gorrio (Tacna, 4 de octubre de 1937) es un profesor y político peruano. Fue senador de la república durante el periodo 1980-1985, siendo uno de los primeros políticos con discapacidad visual.

## Biografía
Nació en la ciudad de Tacna, el 4 de octubre de 1937.
Desde el año 1968, Francisco Vásquez padece de discapacidad visual. Estudió la carrera de docente en la Universidad Nacional de Colombia y cuenta con maestrías en el Instituto San Martín y en el Centro COFIDE.
Fue fundador y director del Centro de Rehabilitación de Ciego de Lima, profesor en Introducción a la Educación Especial en el Programa Tecnología Médica de la Universidad Nacional Mayor de San Marcos y especialista en Educación Especial de la Dirección Nacional de Educación Especial del Ministerio de Educación del Perú.

## Trayectoria política
Fue fundador y militante del partido político Acción Popular liderado por el arquitecto Fernando Belaúnde Terry, donde fundó la sede del partido en la región Tacna en el año 1958. También ejerció los cargos de secretario nacional de Asuntos Sociales, subsecretario de Organización de la campaña presidencial para las elecciones generales del año 1980 y vicesecretario general de Organización.

### Senador de la República
En las elecciones parlamentarias de 1980, Francisco Vásquez postuló a la Cámara de Senadores del Congreso de la República por el partido Acción Popular. Resultó elegido y fue juramentado para el periodo parlamentario 1980-1985.
Dentro de su labor como senador promovió diversas leyes en favor de personas con discapacidad, siendo las leyes de creación del Día del Discapacitado, ley del Año de los Derechos del Minusválido, bonificación de profesionales en educación y rehabilitación de discapacitados, trabajo para personas con discapacidad, el Día Nacional de la Familia, la creación de la Universidad Privada de Tacna, ley de pensiones para las Fuerzas Armadas y Policiales y la ley orgánica del Seguro Social. Fue también elegido prosecretario de la Mesa Directiva del Senado bajo la presidencia de Sandro Mariátegui para el lapso 1982-1983.
Al culminar su gestión como senador, Vásquez intentó ser reelegido en las elecciones parlamentarias del año 1985, sin embargo, no resultó elegido. Luego Vásquez se alejó del partido Acción Popular para luego en 1992 postular sin éxito al Congreso Constituyente Democrático por el Movimiento Independiente Nacional y en 1995 al Congreso de la República unicameral como invitado del Frente Independiente Moralizador.
En enero de 1999, el gobierno del presidente Alberto Fujimori promovió la creación del Consejo Nacional para la Integración de la Persona con Discapacidad (CONADIS), programa de ayuda para personas con discapacidad proveniente del Ministerio de la Mujer. Vásquez fue el promotor de la ley 27050 y fue fundador de dicho organismo, ese mismo año se le designó como el primer presidente del CONADIS en la historia del Perú.
En las elecciones generales del año 2011, Francisco Vásquez reapareció en el ámbito político para postular nuevamente al Congreso de la República por Fuerza 2011 de Keiko Fujimori. Sin embargo, logró solo obtener 1,326 votos de preferencia.

## Controversias
En el año 2010, Francisco Vásquez fue condenado a 2 años de prisión efectiva por los supuestos delitos de peculado y usurpación de funciones durante su gestión en el CONADIS, permaneciendo luego detenido en el Penal San Jorge. Sin embargo, Vásquez quedó luego en libertad en junio de ese mismo año.